# Герои Российской Федерации — Я
В настоящем списке представлены в алфавитном порядке Герои Российской Федерации, чьи фамилии начинаются с буквы «Я». Список содержит информацию о роде войск (службе, деятельности) Героев на время присвоения звания, дате рождения, месте рождения, дате смерти и месте смерти Героев.
 Серым цветом в таблице выделены Герои, награждённые посмертно. 
| №  | Фото | Фамилия Имя Отчество           | Род войск, служба    | Годы жизни                          | Место рождения                                             | Место гибели (смерти)                |                        |
| -- | ---- | ------------------------------ | -------------------- | ----------------------------------- | ---------------------------------------------------------- | ------------------------------------ | ---------------------- |
| 1  |      | Ягидаров, Денис Сергеевич      | Десантные войска     | 17 марта 1984 — 23 марта 2022       | Марийская Лиса, Санчурский район, Кировская область, РСФСР | Украина                              |                        |
| 2  |      | Якименко, Юрий Николаевич      | авиация              | 3 апреля 1961 — 14 июня 2001        | Полтава, Украинская ССР                                    | Итум-Калинский район, Чечня          | 29 февраля 2000        |
| 3  |      | Якимкин, Павел Борисович       | Пехота и мотострелки | 16 апреля 1982 — 14 августа 2014    | Семипалатинск, Казахская ССР, СССР                         | нет данных                           | 10 октября 2014        |
| 4  |      | Яковлев, Александр Викторович  | Пехота и мотострелки | 4 сентября 1976 — 8 марта 1996      | Челябинск, Челябинская область, РСФСР                      | Грозный, Чечня                       | 22 января 1997 № 35    |
| 5  |      | Яковлев, Юрий Павлович         | Бронетанковые войска | род. 20 марта 1981                  | г. Табошар, Ленинабадская область, Таджикская ССР          |                                      | 5 сентября 2008        |
| 6  |      | Якубов, Ярослав Наильевич      | Морская пехота       |                                     |                                                            |                                      |                        |
| 7  |      | Якупов, Фарват Абдуллович      | МВД                  | 20 марта 1958 — 1 декабря 2008      | Бурлы, Башкирская АССР, РСФСР                              | Видное, Московская область           | 25 августа 1995        |
| 8  |      | Ямадаев, Джабраил Бекмирзаевич | Пехота и мотострелки | 16 июля 1970 — 5 марта 2003         | Гудермес, Чечено-Ингушская АССР, РСФСР                     | с. Ведено, Чечня                     | 22 марта 2003 № 348    |
| 9  |      | Ямадаев, Руслан Бекмирзаевич   | Пехота и мотострелки | 10 декабря 1961 — 24 сентября 2008  | Гудермес, Чечено-Ингушская АССР, РСФСР                     | Москва                               | 2 августа 2004 № 1004  |
| 10 |      | Ямадаев, Сулим Бекмирзаевич    | Пехота и мотострелки | 21 июня 1973 — 23 августа 2010      | Гудермес, Чечено-Ингушская АССР, РСФСР                     | Дубай, Объединённые Арабские Эмираты | 11 апреля 2005         |
| 11 |      | Янин, Валерий Викторович       | Десантные войска     | род. 9 февраля 1964                 | Ленинград, РСФСР                                           |                                      | 9 августа 1995         |
| 12 |      | Янина, Ирина Юрьевна           | ВВ МВД               | 27 ноября 1966 — 31 августа 1999    | Талды-Курган, Казахская ССР                                | с. Карамахи, Дагестан                | 14 октября 1999        |
| 13 |      | Янклович, Александр Юрьевич    | ВВ МВД               | род. 16 октября 1972                | пос. Явас, Зубово-Полянский район, Мордовская АССР, РСФСР  |                                      | 22 декабря 1999 № 1686 |
| 14 |      | Ярошенко, Александр Сергеевич  | авиация              | 21 сентября 1962 — 13 сентября 1999 | Харьков, УССР                                              | Новолакский район, Дагестан          | 19 апреля 2000         |
| 15 |      | Ярцев, Николай Николаевич      | авиация              | род. 20 августа 1963                | Лисичанск, Луганская область, Украинская ССР               |                                      | 6 мая 2000             |
| 16 |      | Яфаров, Джафяс Джафярович      | ВВ МВД               | 28 октября 1976 — 6 марта 2000      | с. Татарский Канадей, Пензенская область, РСФСР            | с. Комсомольское, Чечня              | 7 июля 2000            |
| 17 |      | Яценко, Пётр Карлович          | ВВ МВД               | 9 апреля 1970 — 25 октября 1999     | Кострома, Костромская область, РСФСР                       | Гудермесский район, Чечня            | 24 марта 2000 № 569    |
| 18 |      | Яцков, Анатолий Антонович      | СВР                  | 31 мая 1913 — 26 марта 1993         | Белгород-Днестровский, Одесская губерния                   | Москва                               | 15 июня 1996           |
| 19 |      | Яцков, Игорь Владимирович      | ФСБ                  | 21 июня 1972 — 11 января 2000       | Каменск-Шахтинский, Ростовская область, РСФСР              | с. Кири, Чечня                       | 19 февраля 2000        |
| 20 |      | Яшкин, Сергей Леонидович       | МВД России           | род. 8 июля 1965                    | Пермь, РСФСР                                               |                                      | 14 июня 2013           |